# Tempura

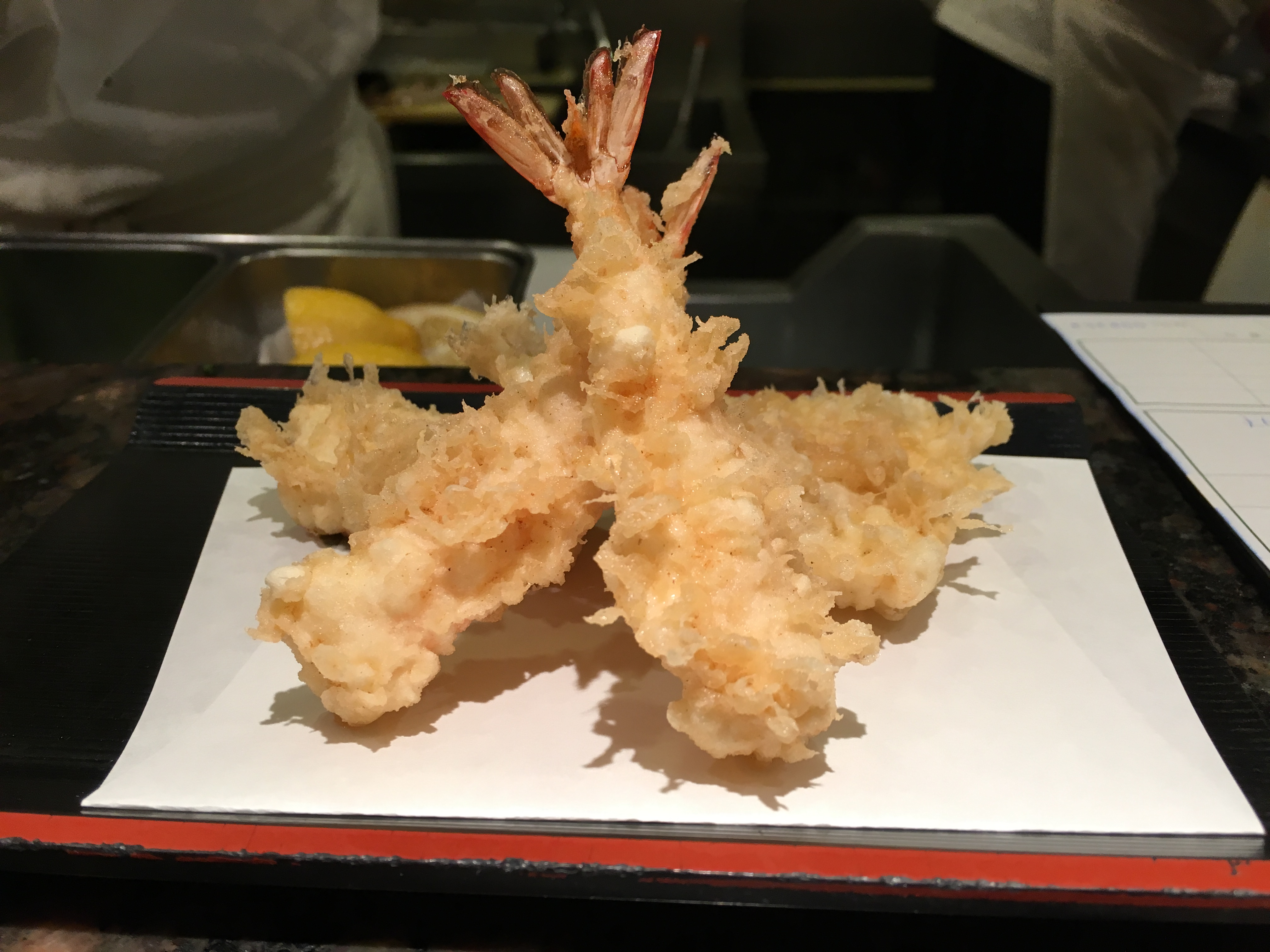
Tempura

Tempura (português europeu) ou tempurá (português brasileiro) (em japonês 天ぷら ou 天麩羅, tenpura) é um prato clássico da culinária japonesa. Consiste de pedaços fritos de vegetais ou mariscos envoltos num polme fino. A fritura é realizada em óleo muito quente, durante apenas cerca de dois ou três minutos.

## História e variações
A receita do tempura foi introduzida no Japão por missionários portugueses ativos particularmente na cidade de Nagasaki fundada igualmente por portugueses, durante o século XVI. A origem mais aceita hoje da palavra tempura  baseia-se no fato que os Jesuítas não comiam carne vermelha durante a Quaresma, em latim "ad tempora quadragesimae", preferindo o consumo de vegetais e frutos do mar. Outras hipóteses da origem incluem a palavra tempero e o verbo temperar.
Hoje em dia ainda existe um prato em Portugal muito semelhante à tempura, denominado peixinhos da horta, que consiste de pedaços de feijão-verde fritos envoltos num polme geralmente mais espesso que o da tempura. Existem ainda algumas variações sobre este prato, usando tipos diferentes de legumes, tais como a abóbora.